# La Courte Paille

La Courte Paille (FP 178) est un cycle de sept mélodies pour voix et piano, composées par Francis Poulenc sur des poèmes de Maurice Carême en 1960.

## Histoire de l'œuvre
Composées en juillet-août 1960, les mélodies sont créées au festival de Royaumont, en 1961, par Colette Herzog (soprano) et Jacques Février (piano).

## Titres
1. Le sommeil
2. Quelle aventure !
3. La reine de cœur
4. Ba, be, bi, bo, bu
5. Les anges musiciens
6. Le carafon
7. Lune d'avril

## Source des poèmes
« Le sommeil », « Ba, be, bi, bo, bu » et « Le carafon » proviennent du recueil de Maurice Carême La Cage aux grillons (1959).
« Quelle aventure ! », « La reine de cœur », « Les anges musiciens » et « Lune d'avril » sont tirés du recueil Le Voleur d'étincelles (1960).

## Dédicataires
La Courte Paille est dédiée à la cantatrice Denise Duval pour son fils Richard Schilling.

## Discographie
- Fiançailles pour rire ; La Courte Paille - Colette Herzog (soprano) et Jacques Février (piano) - Deutsche Grammophon, 1963.
- 3 et 6 : Les Nuits d'été ; mélodies - Régine Crespin (soprano) et John Wustman (piano) - Decca Records, 1967.
- La Dame de Monte Carlo ; La Courte Paille - Mady Mesplé (soprano) et Gabriel Tacchino (piano) - EMI Group, 1986.
- Mélodies - Elly Ameling (soprano) et Dalton Baldwin (piano) - EMI Group, 1991.
- Voyage à Paris - Frederica von Stade (mezzo soprano) et Martin Katz (piano) - BMG France, 1995.
- Mélodies - Felicity Lott (soprano) et Pascal Rogé (piano) - Decca Records, 1998.